# Храм равноапостольной Нины (Поника)
Храм в честь св. равноапостольной Нины — приходская церковь в селе Поника Николаевского района Ульяновской области. Барышской епархии Симбирской митрополии Русской православной церкви.
Распоряжением Главы администрации Ульяновской области от 29.07.1999 № 959-р — памятник  архитектуры РФ .

## История
В 1709 году в Понике был построен деревянный храм в честь Рождества Христова, построенный основателем села графом Ульяниным, поэтому село долгое время именовалось Рождественским.
В 1783 году, помещицей Ириной Васильевной  Грязевой, был построен на столбах деревянный холодный храм. Престол в нём в честь Богоявления Господня.
Богоявленскую церковь, которая, судя по карте плана генерального межевания 1806 года и метрическим книгам, какое-то время сосуществовала с Христорождественской церковью. Христорождественская церковь перестаёт упоминаться в метрических книгах в 1825 году.
На 1900 год причт состоял из священника, дьякона и псаломщика.
В 30-х годах XX века храм был закрыт и заброшен.
Распоряжением Главы администрации Ульяновской области от 29.07.1999 № 959-р церковь Преподобной Нины признана памятником архитектуры .
В 2015 году епископ Барышский и Инзенский Филарет (Коньков) благословил восстановление Богоявленского храма с наречением ему нового имени в честь святой равноапостольной Нины.

## Духовенство
Настоятель иеромонах Иосиф (Игорь Александрович Пашенцев).

## Престольные праздники
Нина, равноапостольная, просветительница Грузии — 27 января

## Галерея

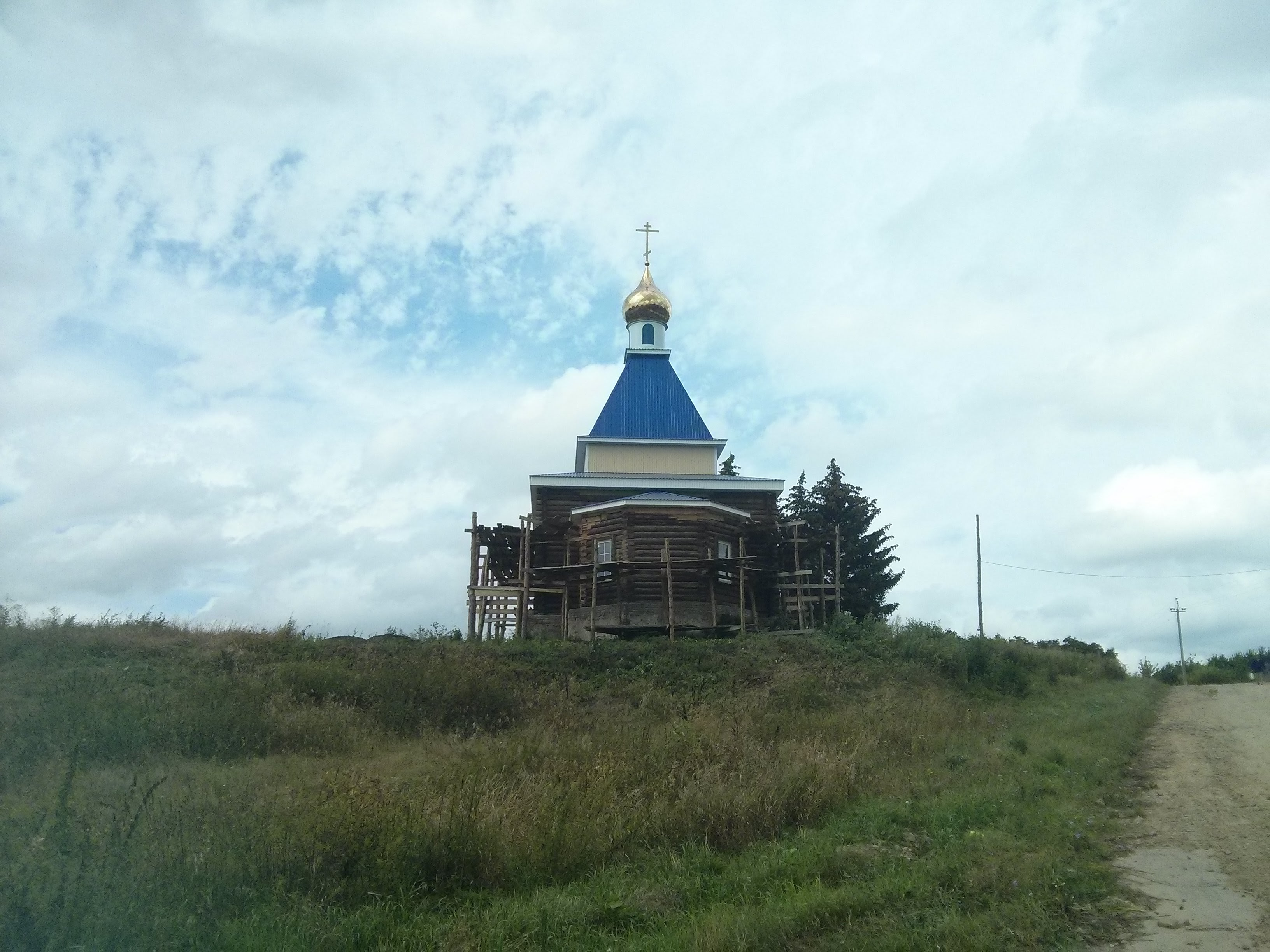
Фото 2016 г. во время восстановления церкви.